# El Campito
El Campito ―conocido también como Los Tordos― fue uno de los principales centros clandestinos de detención (CCD), instalaciones secretas empleadas por las Fuerzas Armadas y de seguridad argentinas para ejecutar el plan sistemático de desaparición de personas de la dictadura autodenominada Proceso de Reorganización Nacional, durante el terrorismo de Estado (1976-1983). Fue uno de cuatro centros clandestinos de detención que funcionaron en la guarnición militar Campo de Mayo, desde 1975, bajo control del Ejército, cuyos mandos ya no respondían al gobierno constitucional de María Estela Martínez de Perón y se encontraban organizando el golpe de Estado que la depuso el 24 de marzo de 1976.
Considerado como el mayor centro de detención, pasaron por allí prisioneros y niños clandestinos, se realizaron cambios de identidad en infantes, secuestros, torturas, abusos sexuales, asesinatos realizados durante el tiempo de la dictadura Argentina. Funcionaba con calabozos distribuidos en varias hectáreas, con el propósito de desaparecer personas mediante acciones deshumanizantes con la finalidad de humillar, agredir física y emocionalmente, donde el racismo y homofobia eran parte del diario vivir.   
El CCD fue utilizado por el Ejército y funcionó en Campo de Mayo (Gran Buenos Aires, provincia de Buenos Aires), la guarnición militar más importante de Argentina. Fue el principal centro militar de operaciones para llevar adelante los golpes de estado militares que se realizaron en el curso del siglo XX.

## Denominación
- Campo de Mayo
- El Campito
- Los Tordos

En Campo de Mayo, desde marzo de 1976 hasta 1980 funcionaron cuatro centros clandestinos de detención:
- "El Campito" o "Los Tordos"
- "La Casita" o "Las Casitas"
- Prisión militar de encausados "Campo de Mayo"
- Hospital Militar Campo de Mayo

## Ubicación
Campo de Mayo es una enorme área militar de 5000 hectáreas, a 30 km del centro de la ciudad de Buenos Aires. Ubicado en el Partido de San Miguel, en la zona donde se cruzan la Ruta Provincial 8 (ex Ruta Nacional 8) y la Ruta Provincial 23 (ex Ruta Nacional 202), que lo bordean.
En sus instalaciones funcionaban el Comando de Institutos Militares, la Escuela de Inteligencia, el Destacamento de Inteligencia 201, la Escuela de Caballería, la Escuela de Infantería, la Escuela de Ingenieros, la Escuela de Comunicaciones, la Escuela de Artillería, la Escuela de Suboficiales «Sargento Cabral», la Escuela de Servicios de Apoyo de Combate «General Lemos», el Batallón de Aviación de Ejército 601, el Hospital Militar Campo de Mayo, la prisión militar, y la Escuela de Gendarmería.

## Época de funcionamiento
El Campito funcionó, al menos desde enero de 1976 hasta 1982. Allí es probable que haya estado detenido desaparecido Roberto Quieto, secuestrado el 28 de diciembre de 1975.

## Responsables
En Campo de Mayo tenía su base el Comando de la Zona 4, una de las cinco zonas militares en las que se había dividido el país. La Zona 4 estaba bajo la responsabilidad del Comando de Institutos Militares. Abarcaba el control de los partidos bonaerenses de Escobar, General Sarmiento, General San Martín, Pilar, San Fernando, Tigre, Tres de Febrero y Vicente López. No tenía subzonas, sino cada uno de los Institutos Militares estaba a cargo de una «Jefaturas de Área».
El Comando de Institutos Militares estuvo al mando de los siguientes generales:
- Santiago Omar Riveros, desde septiembre de 1975
- José Montes, desde febrero de 1979
- Cristino Nicolaides, desde diciembre de 1979
- Reynaldo Benito Antonio Bignone, desde diciembre de 1980

Los subcomandantes fueron los generales:
- Carlos Alberto Dalla Tea, desde septiembre de 1975
- Fernando Humberto Santiago, desde enero de 1976
- Reynaldo Benito Antonio Bignone, desde diciembre de 1976
- Antonio Domingo Bussi (1), desde diciembre de 1977
- Edmundo René Ojeda, desde enero de 1979
- Reynaldo Benito Antonio Bignone, desde septiembre de 1980

El jefe de Inteligencia desde enero de 1976 fue el coronel Fernando Ezequiel Verplaetsen.
Los cuatro CCD que estuvieron dentro de Campo de Mayo fueron dirigidos por:
- «El Campito» o «Los Tordos»: teniente coronel Jorge Vosso
- «La Casita» o «Las Casitas»: coronel Fernando Ezequiel Verplaetsen desde 1975 hasta 1977; reemplazado por el coronel Nedo Otto Cardarelli hasta 1980.
- Prisión militar de encausados «Campo de Mayo»: comandante de Gendarmería Darío Correa.
- Hospital Militar de Campo de Mayo: Ramón Posse hasta diciembre de 1977.

## Distribución

### El LRD (lugar de reunión de detenidos)
34°32′08″S 58°39′45″O / -34.5355871, -58.6624964
Se llegaba a El Campito por una calle de tierra arbolada. Era un área de 100 metros de ancho por unos 150 metros de largo. Las instalaciones era tres grandes edificios antiguos, dos de chapa y uno de material. El Ejército lo denominaba LRD  (Lugar de Reunión de Detenidos). No había baños.

Muy cerca de la entrada estaba la construcción de mampostería a la que llamaban Pabellón n.º 1. Allí funcionaban la jefatura del campo ―a cargo de un coronel del Ejército―, el comedor, una cocina y un baño para uso exclusivo del personal de la guarnición. En el mismo edificio se encontraban las tres salas de tortura y una habitación destinada a enfermería. De esta manera, los represores comían, dormían y torturaban bajo el mismo techo. Los GT (grupos de tareas) 1 y 2 tenían asignadas las salas de tortura que estaban bajo su control.
Almirón

En los dos galpones de chapa eran alojados los prisioneros. Anteriormente habían sido usados como caballeriza y cuadra para los soldados durante las maniobras militares.
Las instalaciones fueron demolidas entre 1982 y 1983.

### El hospital militar
El Hospital Militar de Campo de Mayo ha sido detectado como uno de los centros en que se realizaban partos clandestinos del prisioneras, para proceder luego al secuestro de los niños, la supresión de su identidad y la entrega de los mismos, usualmente a matrimonios integrados por militares que no podían tener hijos. En muchos casos los "padres adoptivos" han sido partícipes de los asesinatos de los padres y madres biológicos de los niños.
El general Martín Balza informó que el Ejército tenía un reglamento para establecer el procedimiento con los niños de los detenidos-desaparecidos y en especial los nacidos en cautiverio, que está tomado de uno similar del Ejército de los Estados Unidos que pudo haber sido usado en Vietnam (Veiras).
Las mujeres detenidas-desaparecidas que se encontraban embarazadas eran mantenidas con vida. Al momento del parto eran llevadas al Hospital Militar. Allí entraban por el Pabellón de Epidemiología , donde permanecían con los ojos vendados y maniatadas y se les inyectaba suero para acelerar el parto que era siempre realizado por cesárea que se realizaba en las salas de en Ginecología y Obstetricia.
Tras el parto se separaba a los niños y las madres eran llevadas nuevamente a los centros clandestinos.
El mayor médico Julio César Caserotto fue jefe del servicio de Maternidad de Campo de Mayo desde enero del 77, hasta diciembre del ‘83.
Por otra parte, el excapitán José Luis D’Andrea Mohr, que realizó una extensa investigación sobre estos hechos, comentó en varios programas de radio que “de ninguna manera pudieron operar como maternidades clandestinas el Hospital Militar Central y el de Campo de Mayo si no hubiera existido un plan premeditado”.
Abel Madariaga, unos de los querellantes de la causa que investiga el juez Marquevich y que puso sobre el tapete la conexión local de la detención del exgeneral Jorge Videla (La Hoja N.º 462), supone que Pablo Bianco es su hijo (ver Itinerario de dudas).
El exmayor médico Norberto Bianco, ahora detenido en la cárcel de Caseros junto a Videla habría sustraído a Pablo de uno de los partos que se realizaron en el hospital militar de Campo de Mayo.
Los familiares de los niños secuestrados han iniciado acciones judiciales para que se investiguen aquellos secuestros. Uno de los casos más importantes es el que inició Abel Madariaga denunciando al ex mayor médico Norberto Bianco, entonces jefe de Epidemiología del Hospital Militar de Campo de Mayo como el secuestrador de su hijo nacido durante el cautiverio de su madre, Silvia Quintela, en julio de 1977 y apropiado por Víctor Alejandro Gallo. 
Abel Madariaga sostiene que el bebé fue anotado con el nombre Pablo Bianco. En 1986, Bianco huyó con su esposa e hijos (la otra niña es probable que también sea una hija de desaparecidos) y huyó a Paraguay. Bianco y su esposa fueron extraditados a Argentina en 1997, y condenados por robo de menores. Los niños, permanecieron en Paraguay y ambos se casaron siendo adolescentes para adquirir la mayoría de edad. Se oponen terminantemente a realizarse exámenes de ADN.

### Durante la detención
Al llegar al campo se le asignaba un número a cada prisionero que era pintado en la capucha con la que permanecían constantemente. Los torturadores iban a los galpones y llamaban al prisionero por su número para llevarlo a la sala de tortura.
El exsargento Víctor Ibáñez que se desempeñó como custodio en El Campito describe la situación:

"Cuando entré al lugar, lo primero que me golpeó fue la imagen de toda esa gente así, encerrada ahí adentro. Los colchones, tirados sobre el piso de baldosas rojas, con las cabeceras apoyadas contra las paredes. Uno al lado del otro, en una hilera que daba toda la vuelta a lo largo del galpón. Todas las ventanas estaban tapadas con mantas verdes que no dejaban entrar la luz del sol. Las lámparas estaban siempre encendidas, nunca se sabía cuándo era de día y cuándo de noche (1). Arriba de cada uno de esos colchones de lana viejos, de contín rayado, estaban sentados los detenidos. Encapuchados, con las manos atadas por delante con una soga y en absoluto silencio.

Los pabellones estaban clasificados por la importancia que se asignaba a los detenidos y por la organización a la que pertenecía. Eran los interrogadores quienes decidían la ubicación. El Campito se caracterizó por el uso de perros para torturar, controlar y aterrorizar a los detenidos.
En total el campo tenía una capacidad para unos 200 detenidos simultáneamente. Básicamente el detenido-desaparecido o la detenida-desaparecida eran interrogados bajo tortura desde el momento de llegar y durante un tiempo que podría variar entre 15 días y dos meses. Luego eran asesinados. Solo 43 personas han sobrevivido su paso por El Campito. 

El caso de Floreal Edgardo Avellaneda, 13 años: En su edición del 16 de mayo de 1976, bajo el título "Cadáveres en el Uruguay", el desaparecido diario "Última hora" informó que ocho cadáveres habían aparecido flotando en las costas uruguayas. Según la crónica, " en un comunicado oficial de la Prefectura Nacional Naval del Uruguay, se informó que el último de los cadáveres encontrados era de sexo masculino, cutis trigueño, cabello castaño oscuro, de un metro sesenta de estatura. Como seña particular se encontró un tatuaje en forma de corazón con las iniciales F y A'. El cuerpo de Floreal Avellaneda apareció flotando en aguas del Río de la Plata, cerca de la costa uruguaya, el 15 de mayo de 1976, un mes después de que fuera secuestrado junto a su madre. Estaba atado de pies y manos con alambre. Tenía una profunda herida sin cerrar en una de sus piernas. Luego se comprobaría que había muerto a causa del 'empalamiento' al que fue sometido por los torturadores en 'El Campito'.

## Reconstrucción virtual
Virginia Vecchioli y Francisco Suárez de la Universidad Nacional de General Sarmiento (UNGS) y Martin Malamud del Equipo Huella Digital coordinaron el equipo de investigadores y esudiantes que realizaron la reconstrucción virtual en 3D de “El Campito”, del que solo restan sus cimientos ya que fue destruido durante la dictadura. Este dispositivo digital es una pieza clave para comprender las características de la represión en la Zona Norte del Gran Buenos Aires durante la última dictadura, y para contribuir a mantener viva la memoria de las violaciones a los derechos humanos.
Para el desarrollo de este dispositivo se trabajó con varias fuentes: publicaciones académicas y periodísticas, archivos judiciales, testimonios y documentales, con consultas con expertos y, fundamentalmente, se recuperaron las voces de los sobrevivientes.
Este dispositivo digital fue solicitado por la justicia argentina para ser usado como prueba judicial en dos causas por delitos de lesa humanidad: una contra el entonces mayor Delsis Ángel Malacalza, subjefe del Batallón de Aviación 601 entre 1976 y 1978 y piloto de los llamados “vuelos de la muerte”, y otra contra el suboficial Carlos Alberto Rojas, responsable del adiestramiento de perros para atormentar a las personas secuestradas.

## Algunos de los detenidos vistos en el Campito
El hecho de que casi no hubiera sobrevivientes de El Campito ha hecho que sean muy pocas las personas que se sabe con certeza que estuvieron ahí. 
En el Campito estuvieron detenidos y fueron asesinados gran parte de los líderes y guerrilleros del ERP (al Ejército correspondía combatir al ERP y a la Marina combatir a Montoneros, Cerrutti,). Entre ellos Mario Roberto Santucho, Jorge Benito Urteaga y Domingo Menna. También estuvieron allí Miguel Lizaso (Director del diario El Descamisado), Héctor Oesterheld (el autor de "El Eternauta"), Roberto Quieto (líder de Montoneros), entre otros. También algunos testigos declararon que María Adelaida Viñas, hija del escritor David Viñas y la artista plástica ítalo-argentina Adelaida Gigli, estuvo retenida en este centro clandestino de detención, en el año 1977 y que aquí habría sido asesinada.

## Después
Campo de Mayo, luego de las reformas militares realizadas con posterioridad a 1983, y la anulación de las hipótesis de guerra que existían antes de esa fecha (Brasil, Chile) es considerado hoy como innecesario para un establecimiento militar. En la década de 1990 se instaló allí un sector de entrenamiento para los Cascos Azules.
Actualmente, la prisión militar que existe en Campo de Mayo es el lugar de detención de muchos de los militares detenidos por delitos cometidos durante el Proceso de Reorganización Nacional.
Se han presentado proyectos para establecer allí un polo logístico, crear centros de estudios terciarios y universitarios, mantenerlo como reserva ecológica. Propuestas que han provocado reacciones de rechazo por parte de organismos de derechos humanos presentes en la zona.
La Comisión por la Recuperación de la Memoria de Campo de Mayo ha promovido la preservación de las instalaciones como prueba judicial y sitio de memoria, además de dar seguimiento a los juicios de lesa humanidad nucleados en la Mega Causa de Campo de Mayo, realizados en los juzgados de San Martín.
Cada año se organizan manifestaciones públicas y actos de memoria en diversas instalaciones del campo, coordinadas por instituciones públicas, organismos de derechos humanos y organizaciones sociales. Al respecto, en el año 2014, se presentó un proyecto de ley para crear allí el Instituto de la Memoria.

## Creación de la Reserva Ambiental de la Defensa de campo de mayo, Decreto 1056/18
El   16 de noviembre de 2018 se publicó en el Boletín Oficial el Decreto 1056/18 denominado “Reserva Ambiental de la Defensa de Campo de Mayo”, se trata de una reserva natural con el objetivo de abrir a la comunidad uno de los mayores pulmones verdes del área metropolitana y de preservar allí el medioambiente, establece que el vasto enclave de 3.800 hectáreas en donde se encuentra la guarnición militar tendrá un área especial protegida de 1.332 hectáreas con el estatus de Reserva Ambiental de la Defensa. El Gobierno dice que el lugar seguirá formando parte de los Sitios de Memoria del Terrorismo de Estado y que se preservarán intactos los espacios donde se cometieron delitos de lesa humanidad. Esos sitios son: El Campito, el Hospital Militar, Las Casitas, la Prisión Militar de Encausados y el Aeródromo Militar.
En este sentido el Decreto establece que: “Que es de destacar que en el predio de CAMPO DE MAYO han sucedido hechos cometidos durante la última dictadura militar, que fueran además declarados por la Justicia como delitos de lesa humanidad.
Que en tal sentido reúnen la calidad de Sitios de Memoria del Terrorismo de Estado -en los términos de la Ley N.º 26 691- los identificados como “El Campito”, “Hospital Militar de Campo de Mayo”, “Las Casitas”, “Prisión Militar de Encausados de Campo de Mayo” y “Aeródromo Militar Agrupación de Aviación de Ejército 601”.
Que la afectación del inmueble a un régimen especial de protección no afectará en modo alguno el deber de garantizar la preservación de todos los Sitios de Memoria del Terrorismo de Estado impuesto por la Ley N.º 26 691, ni la marcha de las investigaciones judiciales, ni la preservación de la memoria de lo allí acontecido durante el terrorismo de Estado.
Que para la mejor consecución de los objetivos de orden ambiental y de conservación que persigue el presente decreto, el MINISTERIO DE DEFENSA podrá requerir la colaboración, asistencia, asesoramiento y cooperación -en las materias de sus respectivas competencias- de la ADMINISTRACIÓN DE PARQUES NACIONALES y la Secretaría de Gobierno de Ambiente y Desarrollo Sustentable de la SECRETARÍA GENERAL de la PRESIDENCIA DE LA NACIÓN.
Que la presente medida tiende a garantizar el derecho de todos los habitantes a gozar de un ambiente sano, equilibrado, apto para el desarrollo humano, previsto por el artículo 41 de la CONSTITUCIÓN NACIONAL. Que la medida también se vincula con el cumplimiento de la Ley N.º 24.375, por medio de la cual se aprobó el Convenio sobre la Diversidad Biológica, que compromete a cada Parte Contratante a establecer un sistema de áreas protegidas o áreas donde haya que tomar medidas especiales para conservar la biodiversidad; así como de la Ley N.º 25 675 que define los presupuestos mínimos para el logro de una gestión adecuada y sustentable del ambiente, propiciando la preservación, conservación, recuperación, mejoramiento y protección de la diversidad biológica, y la calidad de los recursos ambientales”.